# Turbofan

Turbofan: A. Eerste as (lage druk) B. Tweede as (hoge druk) C. Statische componenten 1. Inlaatmechanisme 2. Propeller 3. Lagedrukcompressor 4. Hogedrukcompressor 5. Verbrandingskamer 6. Hogedrukturbine 7. Lagedrukturbine 8. Kernmondstukken 9. Uitlaatmondstuk

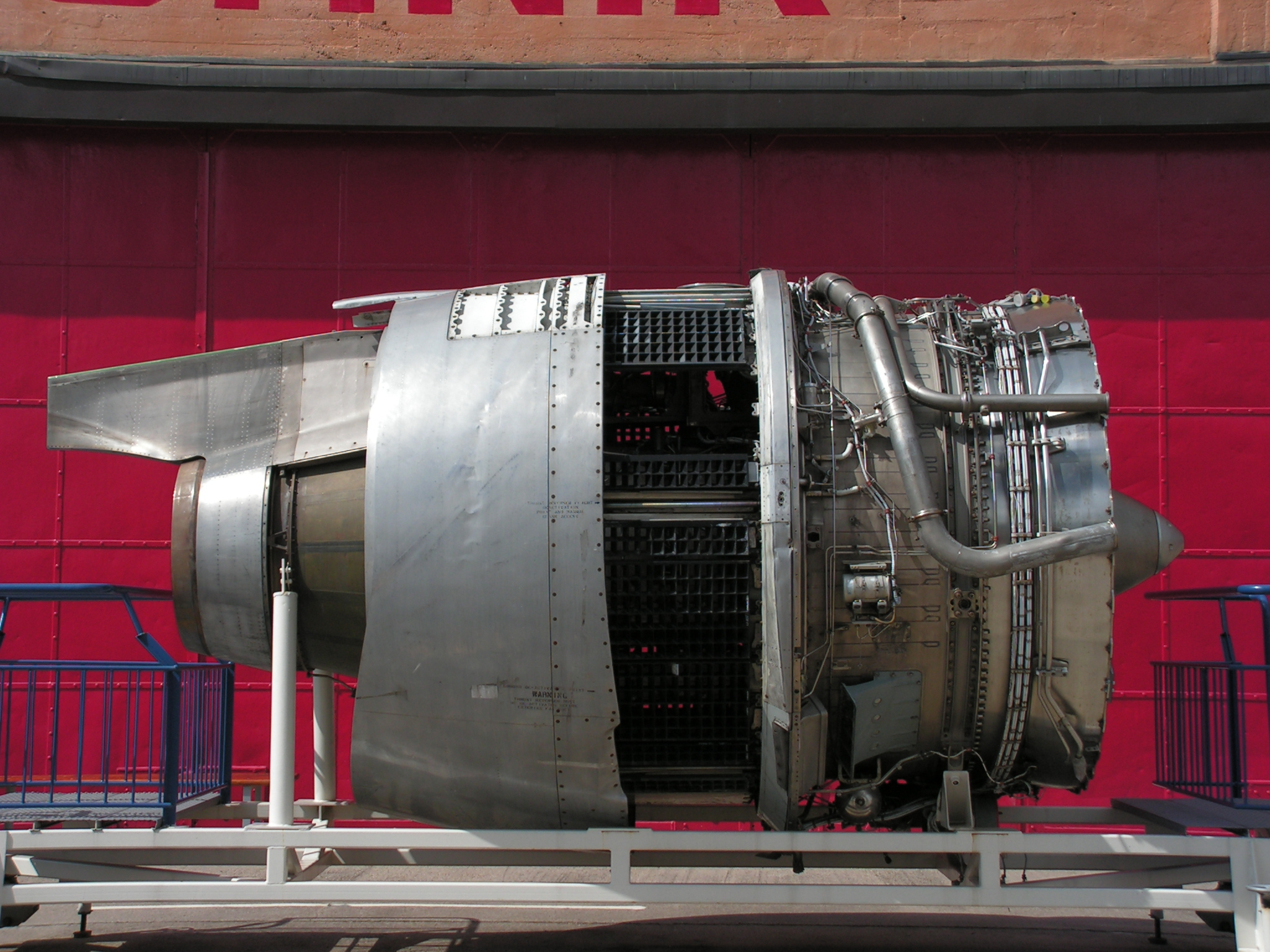
Turbofan van een Boeing 747

Een turbofan (tunnelschroefturbine) is een vliegtuigmotor geschikt voor middelhoge snelheden. Een turbofan is een relatief stille straalmotor met een hoog rendement.

## Toepassing
Aangezien een propeller de betere vliegtuigmotor is bij lage snelheden en een straalmotor beter is bij hoge snelheden, is het logisch dat voor gemiddelde snelheden een soort kruising van die twee types het beste is. Die kruising is het turbofan-motortype. Turbofans zijn een soort straalmotoren waarbij de compressor voor in de motor dusdanig vergroot is dat hij een soort propeller in een ring geworden is (Engels: fan) en de lucht zowel door, als langs de verbrandingskamer blaast.
Een turbofan bestaat dus eigenlijk uit twee buizen in elkaar. De binnenste buis is in principe een straalmotor, en de buitenste buis gedraagt zich als een buis met een propeller erin. Die buitenste buis wordt ook wel "bypass" genoemd.
In de praktijk blijkt dit motortype het beste te zijn voor snelheden die variëren van 400 tot 1000 kilometer per uur. Daardoor is dit motortype verreweg de meest populaire vliegtuigmotor.

## Bypass ratio
De bypass ratio (omloopverhouding) is de verhouding tussen de hoeveelheid lucht die door de "bypass" stroomt ten opzichte van de hoeveelheid lucht die door de verbrandingskamer stroomt. Als een turbofan een bypass ratio heeft van 5, betekent dit dat voor elke kilogram lucht die door de verbrandingskamer stroomt, er 5 kilogram lucht door de bypass stroomt. Gevechtsvliegtuigen hebben vaak motoren met een bypass ratio van minder dan 1 maar de motoren van de meeste moderne verkeersvliegtuigen hebben bypass ratio's van 5 of meer.
Turbofans zijn tamelijk stil, vooral als ze een hoge bypass ratio hebben. De hete lucht die uit een straalmotor komt maakt veel lawaai. In een turbofan wordt die hete luchtstraal omgeven door een straal koude lucht uit de bypass en het resultaat is een veel lager geluidsniveau.

## Werking
De werking wordt met een Engelse kreet wel beschreven als suck, squeeze, bang, blow. Er wordt lucht door de fan in de motor gezogen (zuigen, suck), vervolgens gaat de lucht in de binnenste buis door de lage- en hogedrukcompressor (samenpersen, squeeze) om vervolgens in de verbrandingskamer uit te komen. Daar wordt de lucht gemengd met brandstof. Deze ontbrandt vanzelf (explosie, bang) en vervolgens komt de lucht tegen de hoge- en lagedrukturbine aan (blazen, blow). Deze beschrijving is populair, maar niet correct. De verbranding verloopt in een verbrandingskamer van een gasturbine heel anders dan in een zuigermotor. De verbranding wordt bij het starten van de turbine ingeleid door een bougie en is daarna continu. Een vergelijking met een ketelbrander gaat meer op. Er is geen sprake van een "bang", want er is geen drukverhoging tijdens de verbranding. Er wordt daarbij maar een klein deel (ca. 25%) van de zuurstof uit de aangevoerde lucht verbruikt. Door de verbranding neemt de temperatuur van de doorstromende lucht sterk toe, men zou de verbrandingskamer als een luchtverhitter moeten zien.
De beide turbines drijven de fan en de compressoren aan (HD-turbine drijft HD-compressor aan, LD-turbine drijft LD-compressor en fan aan). De overblijvende energie uit de hete uitlaatstroom wordt in een straalbuis versneld als een hete straal met hoge snelheid uitgestoten. Dit levert bij een bypass ratio van 5 een stuwkracht van 1/6 = 16,7% van het totaal. De overige stuwkracht wordt geleverd door de bypasslucht die een ringvormige straalbuis in de uitlaat passeert en daarbij versneld wordt. Het ontwerp van de motor is er op gericht om beide stralen een gelijke snelheid te geven, zodat de koude luchtstraal in verhouding tot de bypass ratio stuwkracht levert: 5/6 = 83,3% bij een ratio van 5. 
Een Nederlandse en correcte naam voor deze motor is dubbelstraalmotor, vanwege de twee concentrisch uitstromende luchtstralen. Deze benaming heeft niet veel ingang gevonden.
Een belangrijk bijkomend voordeel van de turbofanmotor is het feit dat er veel minder geluid geproduceerd wordt dan bij de eerste generatie turboshaftmotoren. Een hete luchtstraal produceert in de koude omgevingslucht veel lawaai, vergelijkbaar met dat van een bliksemstraal die de lucht doorklieft. Door nu de hete straal van de motor te omgeven met een ringvormige koude straal met gelijke snelheid, wordt de hete straal als het ware ingepakt en is de geluidsproductie een stuk minder. Dit is in de tegenwoordige tijd met drukke luchthavens, die aan strenge geluidseisen moeten voldoen, een zeer belangrijk aspect.
De ontwikkeling van de turbofanstraalmotor betekende een enorme vooruitgang in de luchtvaartindustrie. In vergelijking met de turbojet of enkelstraalmotor was het brandstofverbruik lager, dus de actieradius van het vliegtuig was groter bij eenzelfde hoeveelheid brandstof, en maakte de motor aanzienlijk minder lawaai. 
Bekende vliegtuigtypes waarop de turbojetstraalmotor gebruikt werd waren de DC-8, de Concorde en de Starfighter. De laatste twee waren voorzien van een naverbrander, waarmee extra stuwkracht kon worden verkregen door de gassen na expansie in de turbine nog een keer te verhitten, waardoor het volume enorm toenam. Dit resulteerde in een hogere uittredesnelheid en daarmee in meer stuwkracht (en meer lawaai). 
Thans worden turbojets alleen nog gebruikt op oudere vrachtvliegtuigen en op militaire toestellen. Voor die laatste categorie neemt ook de maatschappelijke weerstand tegen de geluidsproductie toe.

## Uitvoering
De motor bestaat uit twee holle assen die concentrisch draaien: N1 en N2. Op de binnenste N1 as zitten de fan, de lagedrukcompressor en de lagedrukturbine. Op de buitenste N2 as zitten de hogedrukcompressor en de hogedrukturbine. Er zijn ook nog uitzonderingen zoals de Rolls Royce-motoren met drie assen, dus een N1, N2 en een N3. Dit is gedaan om de start van de motor uit te kunnen voeren zonder Vigv (variable inlet guide vanes), VSV (variable stator vanes) en bleed valves.

## Berekening van het vermogen
Bij een vliegtuigmotor wordt het vermogen opgegeven in stuwkracht. Voor het begrip kan het nuttig zijn om de stuwkracht om te rekenen naar gebruikelijker eenheden, kW of MW.

### Theorie
De stuwkracht ontstaat door het versnellen van lucht/gassen in de richting tegengesteld aan de vliegrichting. Deze kracht is bij stationair vliegen gelijk aan de vliegtuigweerstand.
{\displaystyle {\mbox{stuwkrachtvermogen (W) = stuwkracht (N) * vliegsnelheid (m/s)}}}
Bij opstijgen van een vliegtuig levert de turbine maximale stuwkracht. De stuwkracht is de reactie op de kracht die nodig is om de uit de turbine stromende lucht/gassen een impulsverhoging (verandering van massa * snelheid) te geven.
Bij vliegsnelheid 0 m/s geldt dan:
{\displaystyle {\mbox{stuwkracht (N) = massastroom (kg/s) * snelheid gassen (m/s)}}}
{\displaystyle {\mbox{stuwkrachtvermogen = }}{\frac {1}{2}}{\mbox{ * massastroom * snelheid gassen²}}}
{\displaystyle {\mbox{stuwkrachtvermogen (W) = }}{\frac {1}{2}}{\mbox{ * ms * v² (kg/s * m²/s²)}}}
Bij een moderne bypass-fan-turbine wordt van 100% brandstofenergie bij kruissnelheid:
- 1% niet benut door onvolledige verbranding;
- 53% in warmte omgezet;
- 12% niet benutte kinetische energie in de uitstromende gassen;
- 34% omgezet in stuwkrachtvermogen.

Bij een enkelstraalturbine is de stuwkracht alleen afkomstig van de snelheid van de uitstromende (hete) gassen. Bij een bypass-fan-turbine is de stuwkracht afkomstig van de snelheid van hete gassen (door de turbine) plus koude lucht (rondom de turbine). Voor optimaal voortstuwingsvermogen en rendement wordt het vermogen zodanig over kern- en omloopstroom verdeeld, dat de snelheden van beide uitlaatstromen aan elkaar gelijk zijn.

### Praktijkvoorbeeld
Hierna volgt de berekening voor een bekend type straalmotor, de General Electric CF6-50 (High bypass turbofan), die - onder andere - wordt gebruikt in de Boeing 747 en Airbus A300.

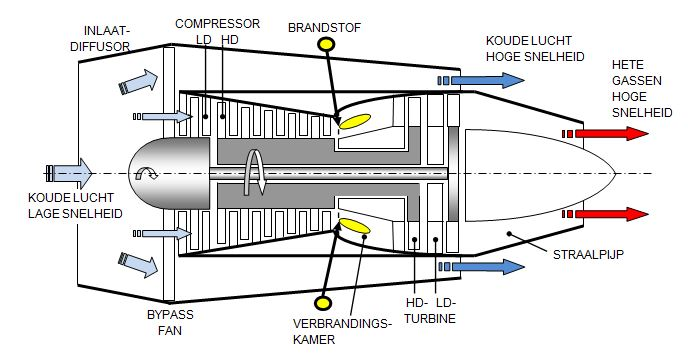
Turbofan of dubbelstraalmotor

Gegevens bij opstijgen (vliegsnelheid = 0 m/s):
- Stuwkracht = 50.000 pound = 50.000 * 4,448 = 234 kN
- Massastroom = 1.450 lb/s = 1.450 * 0,453 = 650 kg/s
- Bypass-ratio = 5,5
- Luchtstroom door turbine = 100 kg/s,
- Luchtstroom bypass fan = 550 kg/s

{\displaystyle {\mbox{stuwkracht = massastroomheet * snelheid + massastroomkoud * snelheid}}}
{\displaystyle {\mbox{234.000 = 100 * Vh + 550 * Vk}}}
Bij optimaal ontwerp is Vh = Vk. Hieruit volgt Vh = Vk = 360 m/s
{\displaystyle {\mbox{stuwkrachtvermogen = }}{\frac {1}{2}}{\mbox{ * massastroomheet * Vh² + }}{\frac {1}{2}}{\mbox{ * massastroomkoud * Vk²}}}
{\displaystyle {\mbox{= 0,5 * 100 * 360² + 0,5 * 550 * 360² = 42.120.000 W = 42,1 MW}}}
De stuwkracht bij kruissnelheid is circa 20% van de maximale stuwkracht. Het vermogen bij 900 km/uur (250 m/s) is dan:
{\displaystyle {\mbox{stuwkrachtvermogen bij kruissnelheid = stuwkracht * vliegsnelheid}}}
{\displaystyle {\mbox{= 20 }}\%{\mbox{ * 234.000 * 250 = 11,7 MW}}}

## Inlaatdiffusor
In de illustraties is te zien dat de straalmotoren in de luchtinlaat een uitlopend kanaal hebben, de inlaatdiffusor. Dit kanaal speelt een rol bij kruissnelheid, als de lucht met de snelheid van het vliegtuig de motor binnentreedt. Door diffusie zal de luchtsnelheid afnemen en de druk een weinig stijgen. De compressor zuigt dan lucht van hogere druk aan, zodat de straalmotor in een gunstiger werkgebied komt; het compenseert gedeeltelijk voor de lagere luchtdruk op grotere vlieghoogte.

## Omkering van de stuwstraal

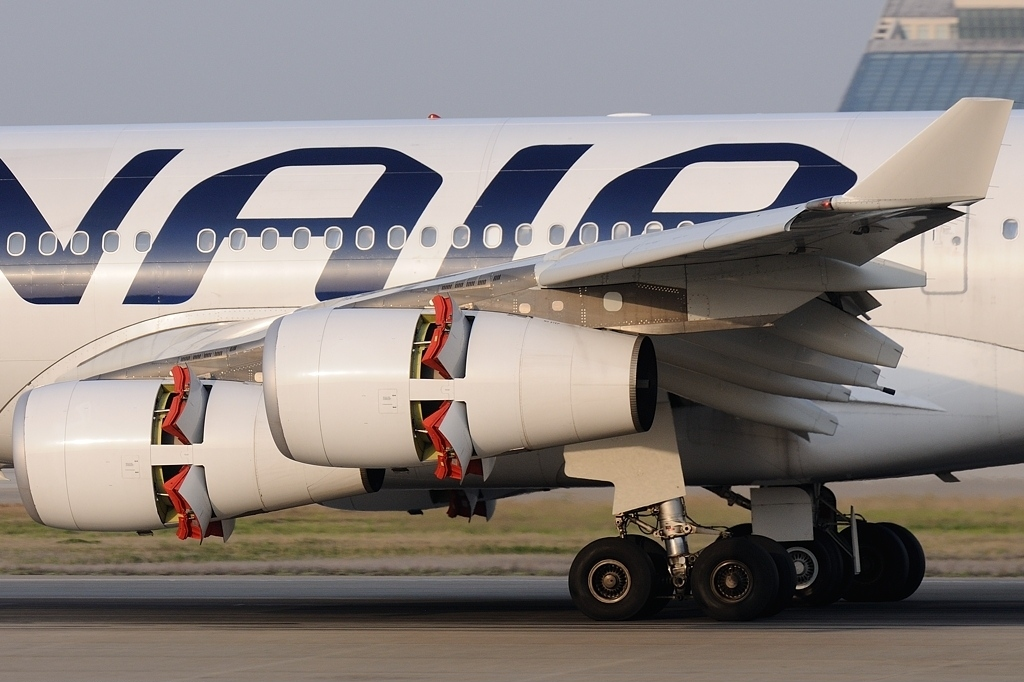
Straalomkering koude straal CFM-56-motor op een Airbus A340-300

Bij straalmotoren voor passagiersvliegtuigen is meestal een systeem ingebouwd om de stuwstraal (of stuwstralen) om te keren. Hoewel het vliegtuig ook zonder deze voorziening kan landen en afremmen wordt met de stuwstraalomkering de slijtage aan remmen en banden beperkt, en gebruikt het vliegtuig een kortere landingsbaan. Zodra de wielen van het vliegtuig de landingsbaan raken schakelt de piloot de stuwstraalomkering ("reverse thrust") in en brengt het motortoerental op maximaal. Door de remkracht van de motoren vertraagt het vliegtuig van de landingssnelheid (typisch 300 km/h) naar een snelheid waarbij uitlopen tot taxisnelheid zonder verder remmen mogelijk wordt. Zodra de gewenste lage snelheid bereikt is schakelt de piloot de motoren weer op "vooruit". 
De landingsbaan moet vrij zijn van losse voorwerpen, omdat de voorwaarts gerichte stralen steentjes en ander los materiaal omhoog kunnen blazen, waarna het in de motoren gezogen kan worden.
De systemen werken door het plaatsen van een stelsel van omkeerschoepen in de stuwstraal, terwijl het mechanisme tevens de normale weg door de motor blokkeert. Deze systemen zijn moeilijk zichtbaar vanuit de cabine. De motoromkasting schuift open en er komen schoepen vrij die de straal omkeren, terwijl binnen in de motor de normale weg van de lucht geblokkeerd wordt door deuren. 

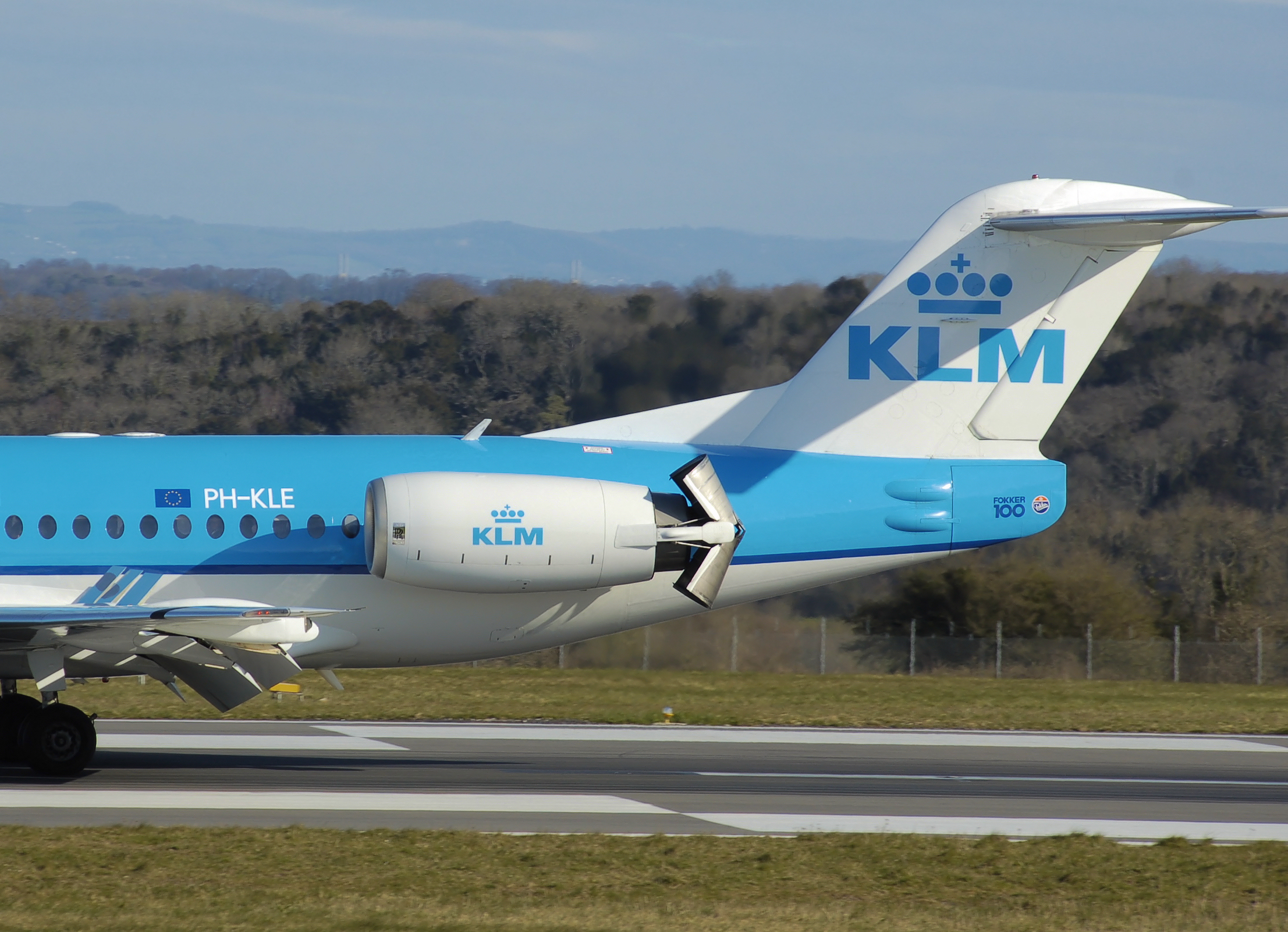
'Bucket' straalomkering op de Tay motor van een Fokker 100

Gebeurt dat alleen voor de stuwstraal uit de bypass-fan, dan ontwikkelt die fan een remkracht van maximaal 80% van de maximale stuwkracht, bij een omloopverhouding van 4. Nadeel van alleen de fanstraal (koude straal) omkeren is dat de turbine nog een stuwstraal produceert (hete straal) die het vliegtuig vooruit stuwt. Als deze 20% van de maximale stuwkracht bedraagt dan blijft er een remkracht over van 80 - 20 = 60%.
Sommige motoren hebben ook een stuwstraalomkering in het turbinegedeelte. Dit kan door middel van keerschoepen of door middel van een "bucket" in de uitlaatstraal. De "bucket" is aan de buitenkant van de motor goed te zien. Bij het toepassen van koude en hete straalomkering bedraagt de maximale remkracht 80 + 20 = 100% van de maximale stuwkracht. Deze remkrachten zullen in de praktijk lager uitvallen, omdat de keerschoepen een verlies van straalsnelheid veroorzaken en doordat de stralen niet recht naar voren gericht zijn, maar onder een hoek van 30 tot 45 graden de motor verlaten.